# Efthýmios Koulouchéris
Efthýmios Koulouchéris (en grec : Ευθύμιος Κουλουχέρης), ou Efthýmis Koulouchéris (Ευθύμης Κουλουχέρης), est un footballeur grec né le 10 mars 1981 à Karditsa ( Grèce). Formé à l'AO Proodeftiki, et après un passage à l'Olympiakos, ce robuste défenseur central évolue depuis l'été 2006 à l'Aris FC.